# 10792 Ecuador
10792 Ecuador (1992 CQ2) là một tiểu hành tinh vành đai chính được phát hiện ngày 2 tháng 2 năm 1992 bởi E. W. Elst ở Đài thiên văn Nam Âu. Its name refers to the country thuộc Ecuador.